# Općinska A nogometna liga Ludbreg 1981./82.
"Općinska A nogometna liga Ludbreg" za sezonu 1981./82. je bila prvi stupanj općinske lige ONS Ludbreg, te liga sedmog stupnja nogometnog prvenstva Jugoslavije. 
 
Sudjelovalo je 12 klubova, a prvak je bio "Zadrugar" iz Hrastovskog. 

## Ljestvica
| mj. | klub                    | ut. | pob. | ner. | por. | gol+ | gol- | bod     |
| --- | ----------------------- | --- | ---- | ---- | ---- | ---- | ---- | ------- |
| 1.  | Zadrugar Hrastovsko     | 22  | 16   | 3    | 3    | 87   | 36   | 33 (-2) |
| 2.  | Radnički Hrženica       | 22  | 10   | 5    | 7    | 47   | 36   | 25      |
| 3.  | Podravac Sesvete        | 22  | 10   | 5    | 7    | 40   | 42   | 25      |
| 4.  | Omladinac Madaraševac   | 22  | 10   | 4    | 8    | 42   | 39   | 24      |
| 5.  | Partizan Veliki Bukovec | 22  | 9    | 4    | 9    | 44   | 52   | 22      |
| 6.  | Lunkovec (Lunjkovec)    | 22  | 8    | 5    | 9    | 44   | 40   | 21      |
| 7.  | Drava Sveti Đurđ        | 22  | 8    | 4    | 10   | 47   | 57   | 20      |
| 8.  | Polet Martijanec        | 22  | 8    | 4    | 10   | 49   | 66   | 20      |
| 9.  | Mladost Sveti Petar     | 22  | 7    | 5    | 10   | 38   | 45   | 19      |
| 10. | Gora Globočec           | 22  | 6    | 5    | 11   | 50   | 74   | 17      |
| 11. | Podravka Struga         | 22  | 6    | 3    | 13   | 50   | 60   | 15      |
| 12. | Dinamo Apatija          | 22  | 9    | 3    | 10   | 49   | 50   | 13 (-8) |

## Rezultatska križaljka
| kratica | klub                    | DIN | DRA | GORA | LUN | MLA | OML | PAR | PODA | PODK | POL | RAD | ZAD |
| --- | ----------------------- | --- | --- | ---- | --- | --- | --- | --- | ---- | ---- | --- | --- | --- |
| DIN | Dinamo Apatija          |     |     |      |     |     |     |     |      |      |     |     |     |
| DRA | Drava Sveti Đurđ        |     |     |      |     |     |     |     |      |      |     |     |     |
| GORA | Gora Globočec           |     |     |      |     |     |     |     |      |      |     |     |     |
| LUN | Lunkovec (Lunjkovec)    |     |     |      |     |     |     |     |      |      |     |     |     |
| MLA | Mladost Sveti Petar     |     |     |      |     |     |     |     |      |      |     |     |     |
| OML | Omladinac Madaraševac   |     |     |      |     |     |     |     |      |      |     |     |     |
| PAR | Partizan Veliki Bukovec |     |     |      |     |     |     |     |      |      |     |     |     |
| PODA | Podravac Sesvete        |     |     |      |     |     |     |     |      |      |     |     |     |
| PODK | Podravka Struga         |     |     |      |     |     |     |     |      |      |     |     |     |
| POL | Polet Martijanec        |     |     |      |     |     |     |     |      |      |     |     |     |
| RAD | Radnički Hrženica       |     |     |      |     |     |     |     |      |      |     |     |     |
| ZAD | Zadrugar Hrastovsko     |     |     |      |     |     |     |     |      |      |     |     |     |
| |                         |     |     |      |     |     |     |     |      |      |     |     |     |
| podebljan rezultat - utakmice od 1. do 11. kola (1. utakmica između klubova) rezultat normalne debljine - utakmice od 12. do 22. kola (2. utakmica između klubova) rezultat nakošen - nije vidljiv redoslijed odigravanja međusobnih utakmica iz dostupnih izvora rezultat smanjen * - iz dostupnih izvora nije uočljiv domaćin susreta prekrižen rezultat - poništena ili brisana utakmica p - utakmica prekinuta 3:0 p.f. / 0:3 p.f. - rezultat 3:0 bez borbe |                         |     |     |      |     |     |     |     |      |      |     |     |     |

 Izvori:

## Unutarnje poveznice
- Općinska B liga Ludbreg 1981./82.
- Međuopćinska liga Varaždin 1981./82.